# Boom FM
Boom FM est un réseau de radiodiffusion regroupant des radios musicales qui proposent le meilleur des années 80 à aujourd'hui, et maintenant, le format musical est adulte contemporain, et appartenant à Bell Media.
Initialement un mini-réseau francophone en Montérégie, des stations anglophones hors Québec du Groupe Stingray et de Corus Entertainment se sont affiliées à l'image Boom.

## Historique
Le réseau Boom FM a débuté le 1er mai 2003 avec les stations CFEI-FM de Saint-Hyacinthe et CHRD-FM de Drummondville. Après l'échange de stations entre Astral et Corus en 2005, CFZZ-FM de Saint-Jean-sur-Richelieu et CFVM-FM de Amqui se sont joints au réseau. Étant donné la présence des réseaux Énergie et RockDétente dans tous les grands centres urbains du Québec et des règles de concurrence du CRTC, il est impossible d'implémenter d'autres stations du réseau Boom FM dans ces marchés. CFVM-FM s'est éventuellement affilié au réseau RockDétente en 2008 et CHRD-FM a suivi en 2009.
Le 26 décembre 2009, Astral Radio intègre la station CHBM-FM de Toronto aux couleurs de Boom FM, mais en utilisant de la musique anglophone rétro ainsi que l'animation en anglais. La station anglophone CJOT-FM (en) d'Ottawa passe du réseau EZ Rock au réseau Boom FM le 30 juin 2011.
Le 16 mars 2012, Bell Canada (BCE) annonce son intention de faire l'acquisition d'Astral Média, incluant le réseau Boom FM, pour 3,38 milliards de dollars. La transaction a été refusée par le CRTC. Bell Canada a alors déposé une nouvelle demande le 4 mars 2013, qui a été approuvée le 27 juin 2013.
Le 10 janvier 2013, Boom FM congédie quatre animateurs de CFZZ et CFEI, et diffuse sa programmation entièrement en réseau à partir de St-Jean ou St-Hyacinthe.
Le 26 juin 2017, Bell Média annonce la nomination de monsieur Éric Latour à directeur de directeur des opérations et du produit pour CFZZ et CFEI. Originaire de Saint-Jean-sur-Richelieu, il a fait ses débuts à cette station en 1988 alors qu'elle s'appelait CHRS. Il effectue un retour chez Bell Média alors qu'il a été le directeur de l'information des 25 stations de radio du Québec de 2005 à 2015. Il a également installé le système Burli à travers toutes les stations ex-Astral Média à travers le Canada. Éric Latour est grandement impliqué dans la communauté de Saint-Jean-sur-Richelieu.
Le 21 mai 2018, lancement du Nouveau Boom dans un format AC (adulte contemporain).
Le 8 février 2024, Bell Média annonce la vente de ses stations québécoises Boom à Arsenal Media, ayant l'intention de désaffilier CFZZ et CFEI qui rejoindront son réseau O. La transaction est approuvée le 11 mars 2025 et les deux stations sont désaffiliées le 22 avril 2025.

## Programmation
Toute la programmation (animation et musique) est en réseau. Les messages publicitaires sont diffusés en détachement sur les deux stations.
Le 6 novembre 2017, la nouvelle direction ramène les bulletins en détachement local pour les auditeurs de CFZZ et CFEI. Ainsi, le contenu des nouvelles est déterminé en fonction du rayonnement de CFZZ 104,1 Saint-Jean-sur-Richelieu et CFEI 106,5 Saint-Hyacinthe.

## Slogans
- Boom FM - 104.1 - 106.5
- Votre radio au cœur de la Montérégie
- La plus belle variété musicale

## Stations
| Station      | Fréquence | Ville                          | Propriétaire        |
| ------------ | --------- | ------------------------------ | ------------------- |
| CHBM-FM      | 97.3      | Toronto (Ontario)              | Groupe Stingray     |
| CJOT-FM (en) | 99.7      | Ottawa (Ontario)               | Corus Entertainment |
| CJSS-FM (en) | 101.9     | Cornwall (Ontario)             | Corus Entertainment |
| CJXK-FM (en) | 95.3      | Cold Lake (Alberta)            | Groupe Stingray     |
| CKKY-FM (en) | 101.9     | Wainwright (Alberta)           | Groupe Stingray     |
| CILB-FM (en) | 103.5     | Lac La Biche (Alberta)         | Groupe Stingray     |
| CKBA-FM (en) | 94.1      | Athabasca (Alberta)            | Groupe Stingray     |
| CHSL-FM (en) | 92.7      | Slave Lake (Alberta)           | Groupe Stingray     |
| CIXF-FM (en) | 101.1     | Brooks (Alberta)               | Groupe Stingray     |
| CFXW-FM (en) | 96.7      | Whitecourt/Fox Creek (Alberta) | Groupe Stingray     |
| CFHI-FM (en) | 104.9     | Hinton (Alberta)               | Groupe Stingray     |
| CHOO-FM (en) | 99.5      | Drumheller (Alberta)           | Groupe Stingray     |

## Anciens animateurs
- Francois Bessette (HopLaVie)
- Amélie Paré (HopLaVie)
- Marie-Pier Yelle (Pop Musique)
- Marie-Noëlle Lajoie (Boom Au Travail)
- Marc-Antoine Berthiaume (6@8 + HopLaVie Week-End)
- Émilie Munro (Les Soirées Boom + PopMusique Week-End)

### Anciennes stations affiliées
- CFVM-FM 99.9 Amqui, depuis 2005, devenue une station RockDétente / Rouge FM, en février 2009.
- CHRD-FM 105.3 Drummondville, depuis 2003, devenue une station RockDétente / Rouge FM, le 17 août 2009.
- CFZZ-FM 104.1 Saint-Jean-sur-Richelieu, a rejoint le réseau Boom en juin 2005.
- CFEI-FM 106.5 Saint-Hyacinthe, station fondatrice en 2003, et formait un mini-réseau avec CFZZ jusqu'en avril 2025.

Ces quatre stations ont été vendues à Arsenal Media, qui les a affiliées à ses réseaux O et Viva.

### Anciennes stations proposées
- CKSM 1220 Shawinigan, était supposée être converti à la bande FM et serait devenu une station Boom FM, mais Astral a renoncé à implanter Boom FM à Shawinigan[8].